# Leucandra spinosa
Leucandra spinosa är en svampdjursart som beskrevs av Hozawa 1940. Leucandra spinosa ingår i släktet Leucandra och familjen Grantiidae.
Artens utbredningsområde är havet kring Japan. Inga underarter finns listade i Catalogue of Life.